# فرودگاه عوودا
 فرودگاه عوودا (به انگلیسی: Ovda Airport) یک فرودگاه همگانی و نظامی مسافربری با کد یاتا VDA است که یک باند فرود آسفالت دارد و طول باند آن ۳۰۰۰ متر است. این فرودگاه در شهر ایلات کشور اسرائیل قرار دارد و در ارتفاع ۴۴۵ متری از سطح دریا واقع شده است.

## شرکت‌های هواپیمایی و مقصدهای پروازی
| شرکت‌های هواپیمایی                 | مقصدهای پروازی |
| --------------------------------- | --- |
| آئروفلوت                          | شرمتیوو |
| آئروفلوت اجرا توسط روسیه ایرلاینز | ونوکووا |
| ای‌اس‌ال ایرلاینز فرانسه            | فصلی: شارل دوگل پاریس |
| Corendon Dutch Airlines           | فصلی: اسخیپول آمستردام |
| انتر ایر                          | چارتر فصلی: شوپن ورشو |
| ال عال                            | فصلی: شارل دوگل پاریس |
| فن‌ایر                             | فصلی: هلسینکی |
| مونارک ایرلاینز                   | فصلی: لوتن لندن |
| نوردویند ایرلاینز                 | چارتر فصلی: روستوف-نا-دونو |
| پریمرا ایر                        | فصلی: هلسینکی، کوپیو، پوری، سینایوکی |
| رایان‌ایر                          | اوریو آل سریو (آغاز از ۲۹ اکتبر ۲۰۱۷), برلین شونفلد (آغاز از ۳۰ اکتبر ۲۰۱۷), برمن (آغاز از ۳۰ اکتبر ۲۰۱۷), بروکسل جنوب شرلروآ (آغاز از ۲۹ اکتبر ۲۰۱۷), گدایسک لخ والسا (آغاز از ۲۹ اکتبر ۲۰۱۷), فرانکفورت-هان (آغاز از ۲۹ اکتبر ۲۰۱۷), کارلسروهه/بادن-بادن (آغاز از ۳۰ اکتبر ۲۰۱۷), پوزنان-لاویکا (آغاز از ۳۰ اکتبر ۲۰۱۷), وارساو مادلن (آغاز از ۲۹ اکتبر ۲۰۱۷), ویزه (آغاز از ۳۰ اکتبر ۲۰۱۷) فصلی: ام. آر. استفانیک، بوداپست فرنک لیست، کاناس، جان پل دوم کراکوف-بالیس |
| هواپیمایی اسکاندیناوی             | فصلی: استکهلم-آرلاندا (آغاز از ۲۸ اکتبر ۲۰۱۷) |
| ترانساویا.کام                     | فصلی: اورلی |
| هواپیمایی بین‌المللی اوکراین       | بوریسپیل (آغاز از ۳۰ اکتبر ۲۰۱۷) |
| اورال ایرلاینز                    | دوموده‌دوو، پالکوو |
| ویز ایر                           | فصلی: هنری کواندا (آغاز از ۲۹ اکتبر ۲۰۱۷), کاتوویتس (آغاز از ۳۰ اکتبر ۲۰۱۷), پراگ رازیون (آغاز از ۲ نوامبر ۲۰۱۷), ریگا (آغاز از ۳۱ اکتبر ۲۰۱۷)، شوپن ورشو |